# Herznach-Ueken
Herznach-Ueken is een gemeente in het Zwitserse kanton Aargau en maakt deel uit van het district Laufenburg.

## Geschiedenis
De gemeente werd in 1 januari 2023 gevormd door de fusie van de gemeenten Herznach en Ueken.